# Транспорт Німеччини
Транспорт Німеччини представлений автомобільним , залізничним , повітряним , водним (морським, річковим і озерним)  і трубопровідним , у населених пунктах  та у міжміському сполученні діє громадський транспорт пасажирських перевезень. Площа країни дорівнює 357 022 км² (63-тє місце у світі). Форма території країни — складна; максимальна дистанція з півночі на південь — 870 км, зі сходу на захід — 630 км. Географічне положення Німеччини дозволяє країні контролювати сухопутні, річкові й повітряні транспортні шляхи між країнами Західної, Північної, Центральної та Східної Європи; морські транспортні коридори між акваторіями Балтійського і Північного морів (Кільським каналом).

## Автомобільний
Загальна довжина автошляхів у Німеччині, станом на 2012 рік, дорівнює 645 000 км із твердим покриттям (12 800 км швидкісних автомагістралей) (12-те місце у світі).

Карта-схема автобанів Німеччини
Карта-схема індексів номерних знаків автомобілів

## Залізничний
Загальна довжина залізничних колій країни, станом на 2014 рік, становила 43 468 км (6-те місце у світі), з яких 43 209 км стандартної 1435-мм колії (19 973 км електрифіковано), 220 км вузької 1000-мм колії (79 км електрифіковано), 15 км вузької 900-мм колії, 24 км вузької 750-мм колії.

Карта-схема залізниць Німеччини

## Повітряний
У країні, станом на 2013 рік, діє 539 аеропортів (13-те місце у світі), з них 318 із твердим покриттям злітно-посадкових смуг і 221 із ґрунтовим. Аеропорти країни за довжиною злітно-посадкових смуг розподіляються наступним чином (у дужках окремо кількість без твердого покриття):
- довші за 10 тис. футів (>3047 м) — 14 (0);
- від 10 тис. до 8 тис. футів (3047-2438 м) — 49 (0);
- від 8 тис. до 5 тис. футів (2437—1524 м) — 60 (1);
- від 5 тис. до 3 тис. футів (1523—914 м) — 70 (35);
- коротші за 3 тис. футів (<914 м) — 125 (185)[1].

У країні, станом на 2015 рік, зареєстровано 20 авіапідприємств, які оперують 1,113 повітряними суднами. За 2015 рік загальний пасажирообіг на внутрішніх і міжнародних рейсах становив 115,5 млн осіб. За 2015 рік повітряним транспортом було перевезено 6,98 млрд тонно-кілометрів вантажів (без врахування багажу пасажирів).
У країні, станом на 2013 рік, споруджено і діє 23 гелікоптерних майданчиків.

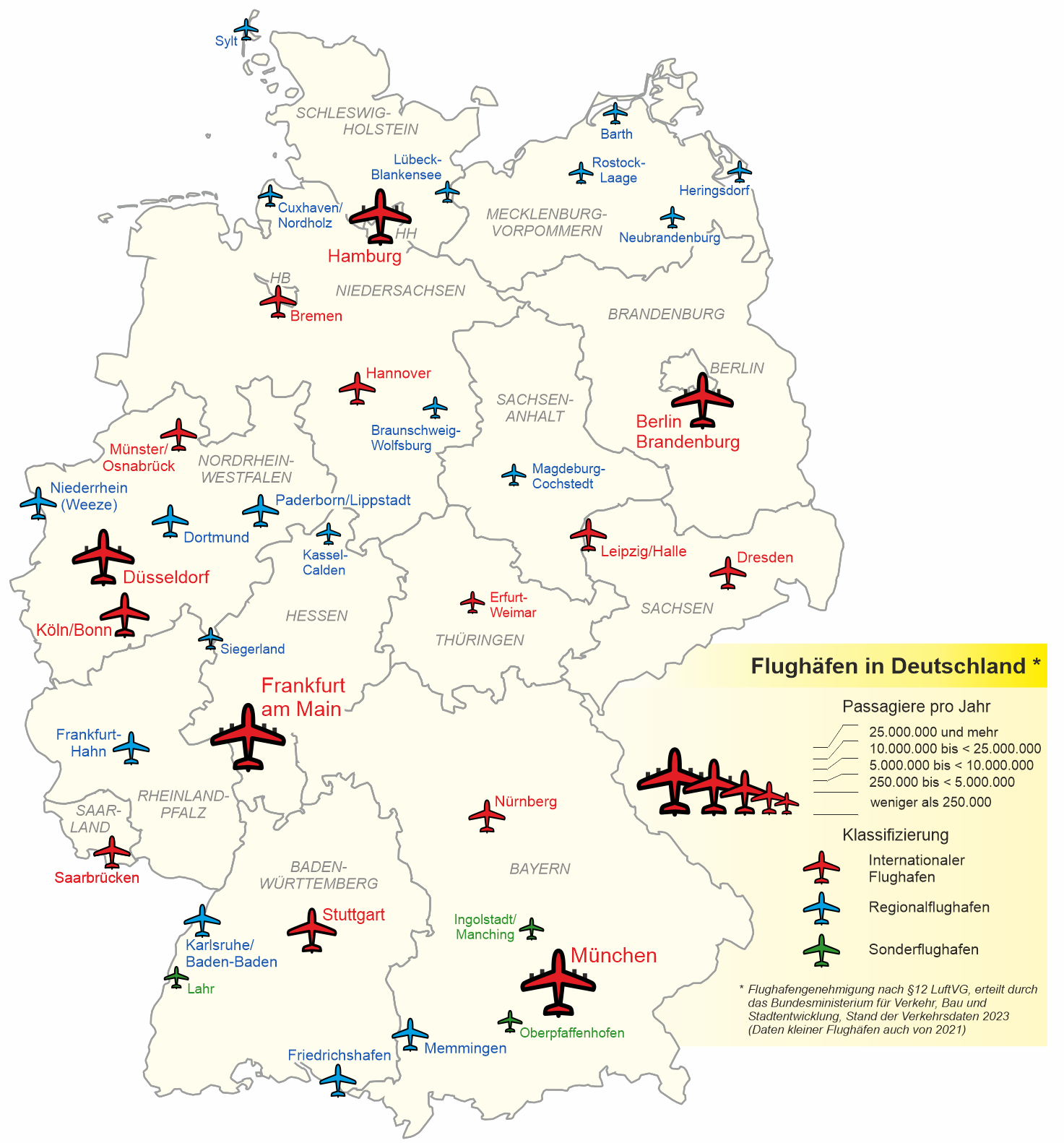
Карта найбільших аеропортів Німеччини
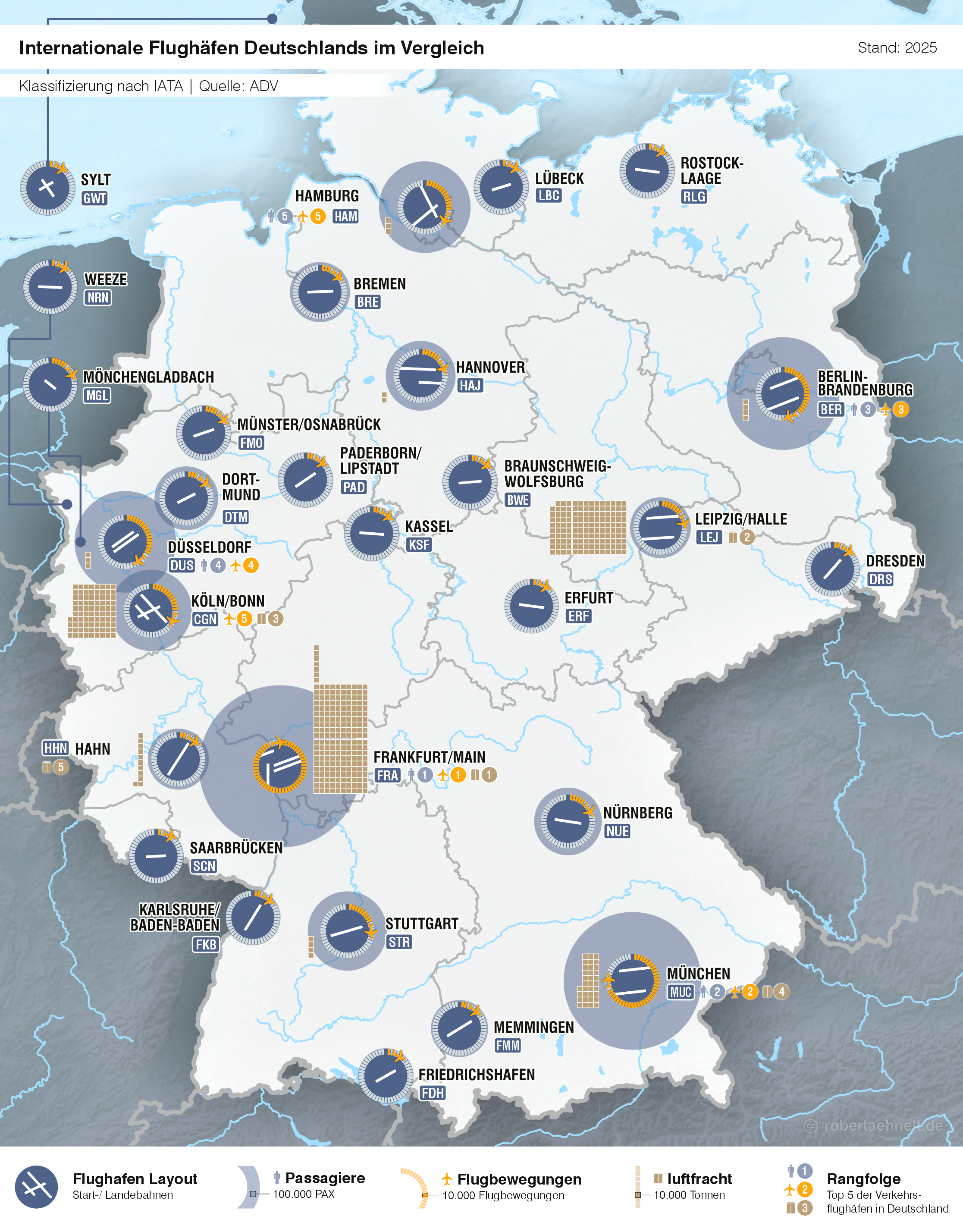
Карта-схема повітряних перевезень

Німеччина є членом Міжнародної організації цивільної авіації (ICAO). Згідно зі статтею 20 Чиказької конвенції про міжнародну цивільну авіацію 1944 року, Міжнародна організація цивільної авіації для повітряних суден країни, станом на 2016 рік, закріпила реєстраційний префікс — D, заснований на радіопозивних, виділених Міжнародним союзом електрозв'язку (ITU). Аеропорти Німеччини мають літерний код ІКАО, що починається з — ED.

## Водний

### Морський
Головні морські порти країни: Росток на Балтійському морі, Вільгельмсгафен на Північному. Нафтові термінали: Брюнсбютель. Річний вантажообіг контейнерних терміналів (дані за 2011 рік): Бремен-Бремергафен — 5,91 млн, Гамбург — 9,01 млн контейнерів (TEU). СПГ-термінали для імпорту скрапленого природного газу діють у портах: Гамбург.
Морський торговий флот країни, станом на 2010 рік, складався з 427 морських суден з тоннажем більшим за 1 тис. реєстрових тонн (GRT) кожне (24-те місце у світі), з яких: ліхтеровозів — 2, балкерів — 6, суховантажів — 51, інших вантажних суден — 1, танкерів для хімічної продукції — 15, контейнеровозів — 298, газовозів — 6, пасажирських суден — 4, вантажно-пасажирських суден — 24, нафтових танкерів — 10, рефрижераторів — 3, ролкерів — 6, автовозів — 1.
Станом на 2010 рік, кількість морських торгових суден, що ходять під прапором країни, але є власністю інших держав — 6 (Фінляндії — 3, Нідерландів — 1, Швейцарії — 2); зареєстровані під прапорами інших країн — 3420 (Антигуа і Барбуди — 1094, Австралії — 2, Багамських Островів — 30, Бермудських Островів — 14, Бразилії — 6, Болгарії — 12, М'янми — 1, Кайманових Островів — 3, Островів Кука — 1, Кюрасао — 25, Кіпру — 192, Данії — 9, Домініки — 5, Естонії — 1, Франції — 1, Гібралтару — 123, Гонконгу — 10, Острову Мен — 56, Ямайки — 10, Ліберії — 1185, Люксембургу — 9, Мальти — 135, Маршаллових Островів — 248, Марокко — 1, Нідерландів — 86, Нової Зеландії — 2, Панами — 24, Папуа — Нової Гвінеї — 1, Філіппінам — 2, Португалії — 14, Сент-Вінсенту і Гренадин — 3, Сінгапуру — 32, Словаччини — 3, Іспанії — 4, Шрі-Ланки — 8, Швеції — 3, Великої Британії — 59, Сполучених Штатів Америки — 5, Венесуели — 1).

### Річковий
Загальна довжина судноплавних ділянок річок і водних шляхів, доступних для суден з дедвейтом понад 500 тонн, 2012 року становила 7 467 км (18-те місце у світі). Головні водні транспортні артерії країни: Рейн з притоками Мозель і Майн, Везер, Емс, Ельба, Одер і Дунай поєднані густою мережею каналів, що сполучають Північне, Балтійське і Чорне моря.
Головні річкові порти країни: Бремен на Везері; Бремергафен на Гесті; Дуйсбург, Карлсруе і Дюссельдорф на Рейні; Брюнсбютель і Гамбург на Ельбі; Любек на Вакеніцу.

## Трубопровідний
Загальна довжина газогонів у Німеччині, станом на 2013 рік, становила 27 тис. км; нафтогонів — 2 826 км; продуктогонів — 4 479 км; водогонів — 8 км.

## Міський громадський

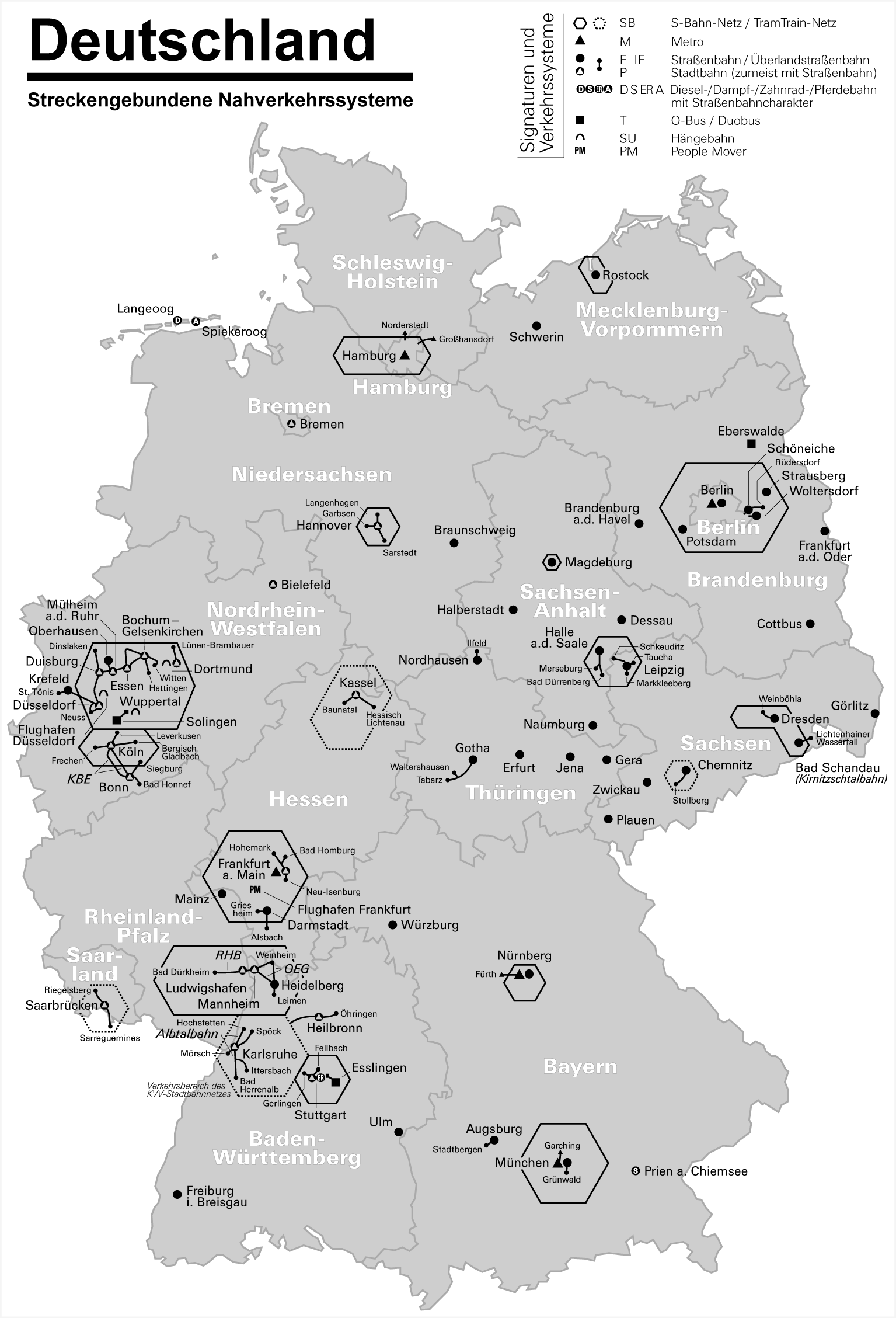
Карта-схема міських систем громадського транспорту Німеччини, 2008 рік (нім.)

## Державне управління
Держава здійснює управління транспортною інфраструктурою країни через міністерство перевезень і цифрової інфраструктури. Станом на 27 січня 2017 року міністерство в уряді Ангели Меркель очолював Александер Добріндт.

### Українською
- Атлас. 10-11 клас. Економічна і соціальна географія світу / упорядники :  О. Я. Скуратович, Н. І. Чанцева. — К. : ДНВП «Картографія», 2010. — ISBN 978-966-475-639-3.
- Атлас світу / голов. ред. І. С. Руденко ; зав. ред. В. В. Радченко ; відп. ред. О. В. Вакуленко. — К. : ДНВП «Картографія», 2005. — 336 с. — ISBN 9666315467.
- Безуглий В. В. Економічна і соціальна географія зарубіжних країн : Навчальний посібник. — К. : ВЦ «Академія», 2007. — 704 с. — ISBN 978-966-580-239-6.
- Безуглий В. В., Козинець С. В. Регіональна економічна і соціальна географія світу : Навчальний посібник. — видання 2-ге, доп., перероб. — К. : ВЦ «Академія», 2007. — 688 с. — ISBN 966-580-144-9.
- Дахно І. І. Країни світу: Енциклопедичний довідник / І. І. Дахно, С. М. Тимофієв. — К. : Мапа, 2011. — 606 с. — (Бібліотека нового українця) — ISBN 978-966-8804-23-6.
- Дахно І. І. Економічна географія зарубіжних країн : навчальний посібник. — К. : Центр учбової літератури, 2014. — 319 с. — ISBN 978-611-01-0682-5.
- Дорошенко В. І. Географія транспорту : Навчальний посібник / В. І. Дорошенко, К. Д. Діденко. — К. : Київський нац. ун-т ім. Т. Шевченка, 2010. — 183 с. — ISBN 978-966-439-329-1.
- Дубович І. А. Країнознавчий словник-довідник. — 5-те вид., перероб. і доп. — К. : Знання, 2008. — 839 с. — ISBN 978-966-346-330-8.
- Економічна і соціальна географія країн світу : Навчальний посібник / За ред. С. П. Кузика. — Л. : Світ, 2002. — 672 с. — ISBN 966-603-178-7.
- Зарубіжна транспортна географія : навчальний посібник / уклад. : Петрашевський О. Л. и др. — К. : Національний транспортний університет, 2015. — 95 с. — ISBN 978-966-632-227-5.
- Юрківський В. М. Регіональна економічна і соціальна географія. Зарубіжні країни : Підручник. — К. : Либідь, 2001. — 416 с. — ISBN 966-06-0092-5.

### Англійською
- (англ.) Modern Transport Geography / Hoyle, B. and R. Knowles (eds). — Second Edition,. — London : Wiley, 1998.
- (англ.) Rodrigue, J-P. The Geography of Transport Systems. — Fourth Edition. — N. Y. : Routledge, 2017. — 440 с. — ISBN 978-1138669574.
- (англ.) Taaffe E. J., Gauthier H. L. and O'Kelly M. E. Geography of transportation. — Second Edition. — N. Y. : Prentice Hall, 1996. — ISBN 0-13-368572-1.
- (англ.) Black, W. Transportation: A Geographical Analysis. — N. Y. : Guilford, 2003.

### Російською
- (рос.) Максаковский В. П. Географическая картина мира. Книга I: Общая характеристика мира. — М. : Дрофа, 2008. — 495 с. — ISBN 978-5-358-05275-8.
- (рос.) Максаковский В. П. Географическая картина мира. Книга II: Региональная характеристика мира. — М. : Дрофа, 2009. — 480 с. — ISBN 978-5-358-06280-1.
- (рос.) Физико-географический атлас мира. — М. : Академия наук СССР и главное управление геодезии и картографии ГГК СССР, 1964. — 298 с.
- (рос.) Шаповал Н. С. Транспортная география и транспортные системы мира : учебное пособие. — К. : Центр учбової літератури, 2006. — 188 с. — ISBN 000-0000-00-4.
- (рос.) Экономическая, социальная и политическая география мира. Регионы и страны / под ред. С. Б. Лаврова, Н. В. Каледина. — М. : Гардарики, 2002. — 928 с. — ISBN 5-8297-0039-5.
- (рос.) Энциклопедия стран мира / глав. ред. Н. А. Симония. — М. : НПО «Экономика» РАН, отделение общественных наук, 2004. — 1319 с. — ISBN 5-282-02318-0.